# تیراندازی مقر یوتیوب
در عصر سه‌شنبه ۳ آوریل ۲۰۱۸ در مقر شرکت یوتیوب واقع در شهر سن برونو، کالیفرنیا، ایالات متحده آمریکا زنی ۳۹ ساله به نام «نسیم نجفی اقدم» با یک اسلحه کالیبر ۹ میلیمتری اقدام به تیراندازی کرد، سه نفر را زخمی کرد و با شلیک گلوله به زندگی خود پایان داد.
سه تن در اثر شلیک گلوله زخمی شده‌اند و در بیمارستان تحت مداوا قرار گرفتند. به گفته مقام‌های بیمارستان مجروحان حادثه یک مرد ۳۶ ساله، و دو زن ۳۲ و ۲۷ ساله هستند. به گزارش شبکه سی‌بی‌اس این مرد ۳۶ ساله که حالش وخیم است دوست پسر مهاجم بوده‌است.
اما پلیس اعلام کرد تنها انگیزه او نارضایتی از اقدامات یوتیوب بود.
اسماعیل اقدم، پدر نسیم به «گروه خبری بِی اِیریا» که یک شبکه خبری اینترنتی در شمال کالیفرنیاست گفته که دخترش به دلیل خشم بابت عدم دریافت پول از یوتیوب دست به چنین کاری زده‌است. نسیم نجفی پیشتر یوتیوب را به اعمال تبعیض علیه خود و سانسور ویدئوهایش متهم کرده بود.
دونالد ترامپ رئیس‌جمهوری آمریکا در پیامی در شبکه اجتماعی توییتر از واکنش سریع نیروهای انتظامی و امدادگران به این حادثه تشکر کرده‌است.

## نسیم اقدم
نسیم نجفی اقدم (۵ آوریل ۱۹۷۹-۳ آوریل ۲۰۱۸) یک فعال حقوق حیوانات ایرانی آمریکایی بود که دربارهٔ گیاه‌خواری تبلیغ می‌کرد. او پس از حمله به ساختمان مرکزی یوتیوب در کالیفرنیای آمریکا و زخمی کردن ۳ نفر در همان ساختمان خودکشی کرد. او در ساعت ۱۲:۳۶ دقیقه بعدازظهر روز سه‌شنبه سوم آوریل ۲۰۱۸ (۱۴ فروردین ۱۳۹۷) در ساختمان یوتیوب با یک تپانچه اسمیت اند وسون ۹ میلی‌متری تیراندازی کرد، زمانی که بعضی از کارمندان مشغول خوردن نهار بودند.
نسیم اقدم در ویدئویی دربارهٔ خودش گفته متولد فروردین ماه و شهر ارومیه است. او بیشتر عمر خود را در ایران گذرانده بود. رسانه‌های آمریکا سن او را ۳۹ و مقیم شهر سن دیه‌گو در جنوب کالیفرنیا اعلام کردند. او در یک خانواده بهایی در ایران متولد شد و به دلیل آزادی مذهبی به ایالات متحده مهاجرت کرده بود. به گفتهٔ جامعهٔ بهائیان آمریکا، او یک بهایی ثبت‌نام‌کرده بود. هرچند او منتقد رسم قربانی کردن در بهائیت نیز بود.
نسیم اقدم خود را ویگن، بدنساز، هنرمند و خواننده رپ معرفی می‌کرد. او ویدئوهای آموزشی دربارهٔ آشپزی گیاه‌خواری و چگونگی نگهداری از پوست و مو را به سه زبان فارسی، انگلیسی و ترکی آذری در کانال‌های خودش در تلگرام، یوتیوب و اینستاگرام منتشر می‌کرد و با انتشار یک ویدئوی رقص و آواز با نام «دختران سینه بادکنکی» در شبکه‌های اجتماعی شناخته شد. ظاهراً قصدش از انتشار این ویدئو انتقاد از توجه بیش از حد به ظاهر انسان‌ها بود و در ویدئویی نشان داد که سینه‌هایش پلاستیکی و مصنوعی بوده‌است.
کانال یوتیوب او که پس از حمله او به ساختمان مرکزی یوتیوب پاک شده، حدود ۵۰۰۰ مشترک داشت و ویدیوهای او در سایت خودش و شبکه‌های اجتماعی هم به اشتراک گذاشته می‌شد.
در ژانویه سال ۲۰۱۷ او ویدیویی منتشر کرد که در آن از این که یوتیوب ویدیوهای او را فیلتر می‌کرد ابراز نارضایتی کرده بود. او می‌گفت این کار یوتیوب باعث شده تعداد بیننده‌هایش کم شود. بعد از بسته شدن کانال او در یوتیوب و اینستاگرام، او از وب‌سایت شخصی و کانال تلگرام برای منتشر کردن ویدئوهایش استفاده می‌کرد. کانال تلگرامش تا ساعاتی پس از حمله همچنان باز بود و بیش از ۱۸۰۰ عضو داشت که همزمان با انتشار نامش به عنوان مهاجم ساختمان یوتیوب به سرعت بر تعداد آنها افزوده می‌شد.
آخرین عکسی که نسیم اقدم در تلگرامش گذاشته، تصویری از کودکی خود در میان گل‌هاست. روزهایی که به گفته خودش بهترین ایام زندگی او بوده‌است.

## تیراندازی

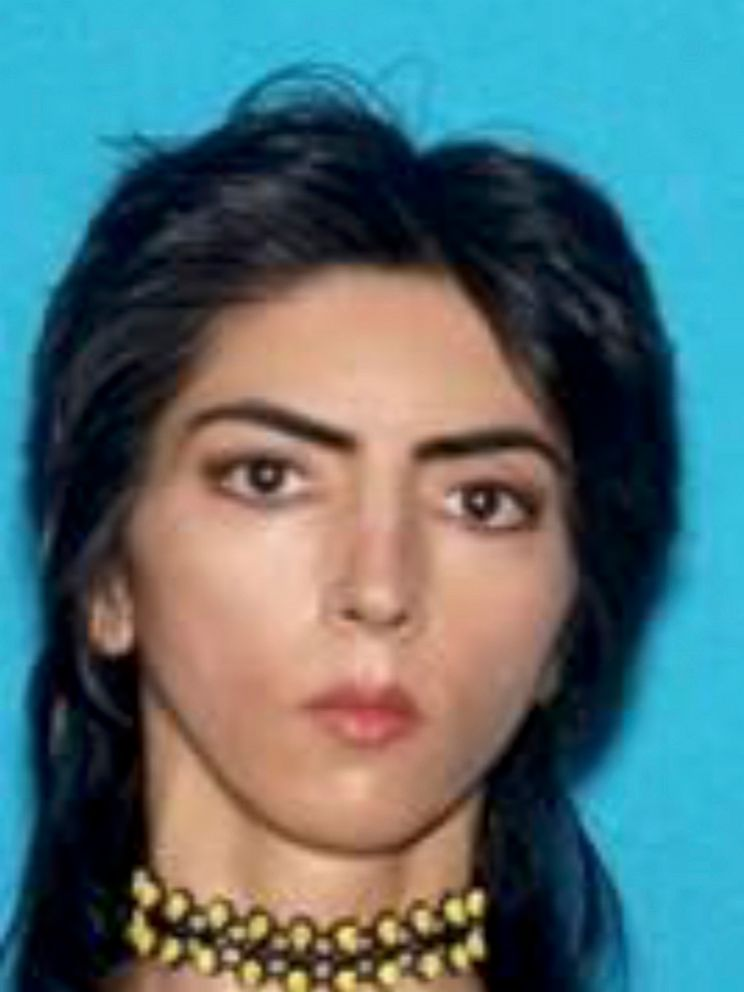
پرتره نسیم نجفی اقدم

بر اساس گزارش‌ها، یک مرد ۳۶ ساله به ضرب گلولهٔ نسیم اقدم زخمی شده که حال وی بسیار وخیم است. وضعیت دو زن زخمی‌شده دیگر که ۳رتره۲ و ۲۷ سال دارند به ترتیب وخیم و نسبتاً خوب گزارش شده‌است.
به گفته رئیس پلیس کالیفرنیا، خانم نسیم مالک قانونی اسلحه نیمه اتوماتیکی بوده که در تیراندازی در مقر شرکت یوتیوب به کار رفته‌است و چند ساعت پیش از این تیراندازی او در یک میدان تیر محلی در سن برونو مشغول تمرین بوده‌است.
او که در جنوب کالیفرنیا در سن دیه‌گو زندگی می‌کرد با ماشین به شمال کالیفرنیا و نزدیک دفتر یوتیوب رفته بود. خانواده‌اش گفته بودند که دو روز از او خبر نداشته‌اند.
پلیس ساعاتی قبل از حمله او را در خودرویش در ۲۵ کیلومتری ساختمان یوتیوب یافت در حالی که خوابیده بود. پلیس این موضوع را به خانواده گزارش کرد اما بعد از این که نسیم حاضر به پاسخ دادن نشد، پلیس محل را ترک و او را بازداشت نکرد. سخنگوی پلیس در این زمینه توضیح داد علائمی مبنی بر احتمال صدمه زدن او به خود یا دیگران مشاهده نشده بود.
اسماعیل اقدم، پدر نسیم، در این باره به یک شبکه خبری اینترنتی در شمال کالیفرنیا گفت که دخترش به دلیل خشم از عدم دریافت پول از یوتیوب دست به چنین کاری زده‌است. به گفته آقای اقدم، یوتیوب به دلایلی که هنوز رسماً اعلام نشده پرداخت پول به نسیم اقدم را متوقف کرده بود. او به رسانه‌های آمریکا گفته به پلیس هشدار داده بوده که ممکن است دخترش در راه یوتیوب باشد چون از این شرکت «متنفر» است.

### خشم از یوتیوب
بعد از آن‌که کانال‌های او در اینستاگرام و یوتیوب بسته یا به تعبیر خودش سانسور شد، نسیم اقدم به یکی از منتقدان جدی یوتیوب تبدیل شد که شبکه‌ای متعلق به شرکت گوگل است. یوتیوب نوشته بود که به دلیل نقض قوانین این سایت، کانال او را بسته‌است.
نسیم اقدم به «سانسور» در یوتیوب معترض بوده و گفته بود که این شرکت برای جذب مخاطب توسط کانال‌های فعال، «فرصت برابر» فراهم نمی‌کند. او که از فیلترشدن در یوتیوب و اینستاگرام به شدت عصبانی بود، گفته بود که چون علیه تجارت‌ها و صنایع بزرگ فعالیت می‌کرده او را در فضای رسانه سرکوب کرده‌اند. او به این موضوع هم اشاره کرده بود که به دلیل فیلتر شدن درآمد حاصل از انتشار آگهی در کانالش کم می‌شود. او یک وب‌سایت نیز به نام «نسیم سبز» داشت که در آنجا هم در چند مورد، از جمله مسدود شدن دسترسی به کانال یوتیوبش، این شرکت را به بی‌عدالتی متهم کرده بود.
نسیم اقدم نوشته بود که از اواخر سال ۲۰۱۶ یک «فرد خشک‌مغز» در یوتیوب نظارت بر کانال فارسی او را به عهده گرفته و سعی کرده تا با فیلتر کردن این کانال او را سرکوب کند. او بارها در کانال‌های مختلفی که داشت نوشته بود که «کانال‌های هرزه» که «جهالت و انحراف را ترویج می‌کنند» سریع بزرگ می‌شوند اما افراد هوشمند مانند خودش که به جای تقلید کورکورانه از اکثریت، به عقل و منطق پناه برده‌اند، فیلتر و سرکوب می‌شوند. او اعتقاد داشت که «سرکوب اینترنتی» در غرب شدیداً رو به رشد است.
در موردی دیگر، او در وب‌سایت خود می‌گوید: «یوتیوب برای یک ویدئوی او که ۳۰۰ هزار بازدیدکننده داشته تنها ده سنت دستمزد در نظر گرفته‌است».
او گفته بود که از کودکی به مسائل جزء و پشت پرده دنیا توجه داشته‌است و در خانواده گوشت‌خوار تصمیم گرفته که گوشت نخورد. خطاب به کاربران اینترنت که کارهای او را دنبال می‌کردند و گاهی او را دست می‌انداختند، گفته بود که بیماری روانی خاصی ندارد اما در سیاره‌ای زندگی می‌کند که پر از بیماری و اختلافات، انحرافات و بی‌عدالتی‌هاست.

## واکنش‌ها
- جامعهٔ بهاییان امریکا در اطلاعیه‌ای تیراندازی توسط نسیم اقدم را که از اعضای این جامعه بوده محکوم کرده و به صدمه‌دیدگان تسلیت گفت.[۱۶]